# Bayou L’Ourse
Bayou L’Ourse ist eine Siedlung auf gemeindefreiem Gebiet im Assumption Parish im US-amerikanischen Bundesstaat Louisiana. Zu statistischen Zwecken ist der Ort zu einem Census-designated place (CDP) zusammengefasst worden. Im Jahr 2020 hatte Bayou L’Ourse 1806 Einwohner.

## Geografie
Bayou L’Ourse liegt im mittleren Südosten Louisianas, am gleichnamigen Bayou, unweit des Lake Palourde. Die geografischen Koordinaten von Bayou L’Ourse sind 29°43′18″ nördlicher Breite und 91°03′28″ westlicher Länge. Der Ort erstreckt sich über eine Fläche von 7,1 km².
Benachbarte Orte von Bayou L’Ourse sind Labadieville (18,4 km  nordöstlich), Gibson (13,1 km südöstlich) und Amelia (11,7 km südwestlich).
Die nächstgelegenen größeren Städte sind Louisianas Hauptstadt Baton Rouge (109 km nördlich) und Louisianas größte Stadt New Orleans (125 km östlich) und Lafayette (129 km nordwestlich).

## Verkehr
In Bayou L’Ourse treffen die Louisiana Highways 398, 662 und 663 zusammen. Alle weiteren Straßen sind untergeordnete Landstraßen, teils unbefestigte Fahrwege sowie innerörtliche Verbindungsstraßen.
Die nächsten Flughäfen sind der Lafayette Regional Airport (127 km westnordwestlich), der Baton Rouge Metropolitan Airport (125 km nördlich) und der größere Louis Armstrong New Orleans International Airport (104 km ostnordöstlich).

## Bevölkerung
Nach der Volkszählung im Jahr 2010 lebten in Bayou L’Ourse 1978 Menschen in 702 Haushalten. Die Bevölkerungsdichte betrug 278,6 Einwohner pro Quadratkilometer. In den 702 Haushalten lebten statistisch je 2,82 Personen.
Ethnisch betrachtet setzte sich die Bevölkerung zusammen aus 88,9 Prozent Weißen, 2,2 Prozent Afroamerikanern, 2,4 Prozent amerikanischen Ureinwohnern, 1,2 Prozent Asiaten, 0,2 Prozent Polynesiern sowie 3,0 Prozent aus anderen ethnischen Gruppen; 2,2 Prozent stammten von zwei oder mehr Ethnien ab. Unabhängig von der ethnischen Zugehörigkeit waren 5,3 Prozent der Bevölkerung spanischer oder lateinamerikanischer Abstammung.
27,1 Prozent der Bevölkerung waren unter 18 Jahre alt, 64,8 Prozent waren zwischen 18 und 64 und 8,1 Prozent waren 65 Jahre oder älter. 49,9 Prozent der Bevölkerung war weiblich.
Das mittlere jährliche Einkommen eines Haushalts lag bei 48.696 USD. Das Pro-Kopf-Einkommen betrug 22.423 USD. 9,7 Prozent der Einwohner lebten unterhalb der Armutsgrenze.